# Doomer
A doomer olyan személyek megnevezése, akik nem képesek megélni az élet örömét semmilyen formában vagy csak nagyon minimális formában. A doomerek a mai társadalomban figyelhetők meg. Ez a kifejezés a Boomer szóból ered. A doomer a zoomer generációban figyelhető meg leginkább.

## Jellemzői
A doomer legfontosabb ismérve, hogy teljesen elszigeteli magát a társadalomtól. Míg egy normál depressziós ember vagy nem ismeri el, hogy segítségre van szüksége vagy pedig azonnal háziorvosához fordul, hogy segítsen leküzdeni a betegségét, addig egy doomer pontosan tudja magáról, hogy depresszíven viselkedik és ez őt nem is zavarja. A doomerek másik legfőbb ismertető jele, hogy semmiben nem keresik az értelmet. Egy doomer teljesen véletlennek és értelmetlennek látja az életet és képtelen bármiben megtalálni a boldogságot. Fontos tudni, hogy ezek az emberek nem szeretik, ha megpróbálnak nekik segíteni és tévesen depressziósnak vagy bipoláris zavarosnak vagy mániás depressziósnak tekintik őket. Gyakori jellemzője a doomereknek, hogy rajta kívül álló okok miatt nem követ el öngyilkosságot, pl., hogy a családtagjait megkímélje egy ilyen esettől.

## Egyéb tudnivalók
Fontos tudni, hogy bár látszólag a doomerek nem éreznek semmit mégis meglepően fejlett érzékük van a művészethez. Általában ezek az emberek rendszeresen fogyasztanak valamilyen tudatmódosítót vagy kedély javítót, hogy el tudják viselni azt, amit a világ felé éreznek és gondolnak. Általában a fogyasztott szerek hatására nyílik meg elméjük kreatív és művészi része, de akadnak esetek, amikor józan állapotban nyílik meg elméjük és alkotnak valami maradandót.